# 1405 Сібелій
1405 Сібелій (1405 Sibelius, 1936 RE) — астероїд з головного поясу, що обертається навколо Сонця з періодом 3,38 роки, на середній відстані 2,25 а.о. Відкритий 12 вересня 1936 року фінським астрономом Ірйо Вяйсяля, названий на честь композитора Яна Сібеліуса.